# Ragnhilda z Tälje
Ragnhilda z Tälje († asi 1117) byla lokální švédská svatá spojená zejména s kostelem v Södertälje v provincii Södermanland. Mohla také být švédskou královnou jako manželka Inge II. († 1125).

## Život
Ragnhilda prý založila kostel v Södertälje a má zde být i pohřbena. Žít mohla na konci 11. a počátkem 12. století, ale nezmiňují ji žádné zdroje starší 15. století. V různých zdrojích z 15. století je uváděna jako dcera jistého Halstena (není jisté, zda je tím myšlen král Halsten Stenkilsson) a manželka buď Inge I. nebo Inge II. (v obou případ by to z genealogických a chronologických důvodů odporovalo tomu, že by byla dcerou Halstena Stenkilssona).